# Markeli

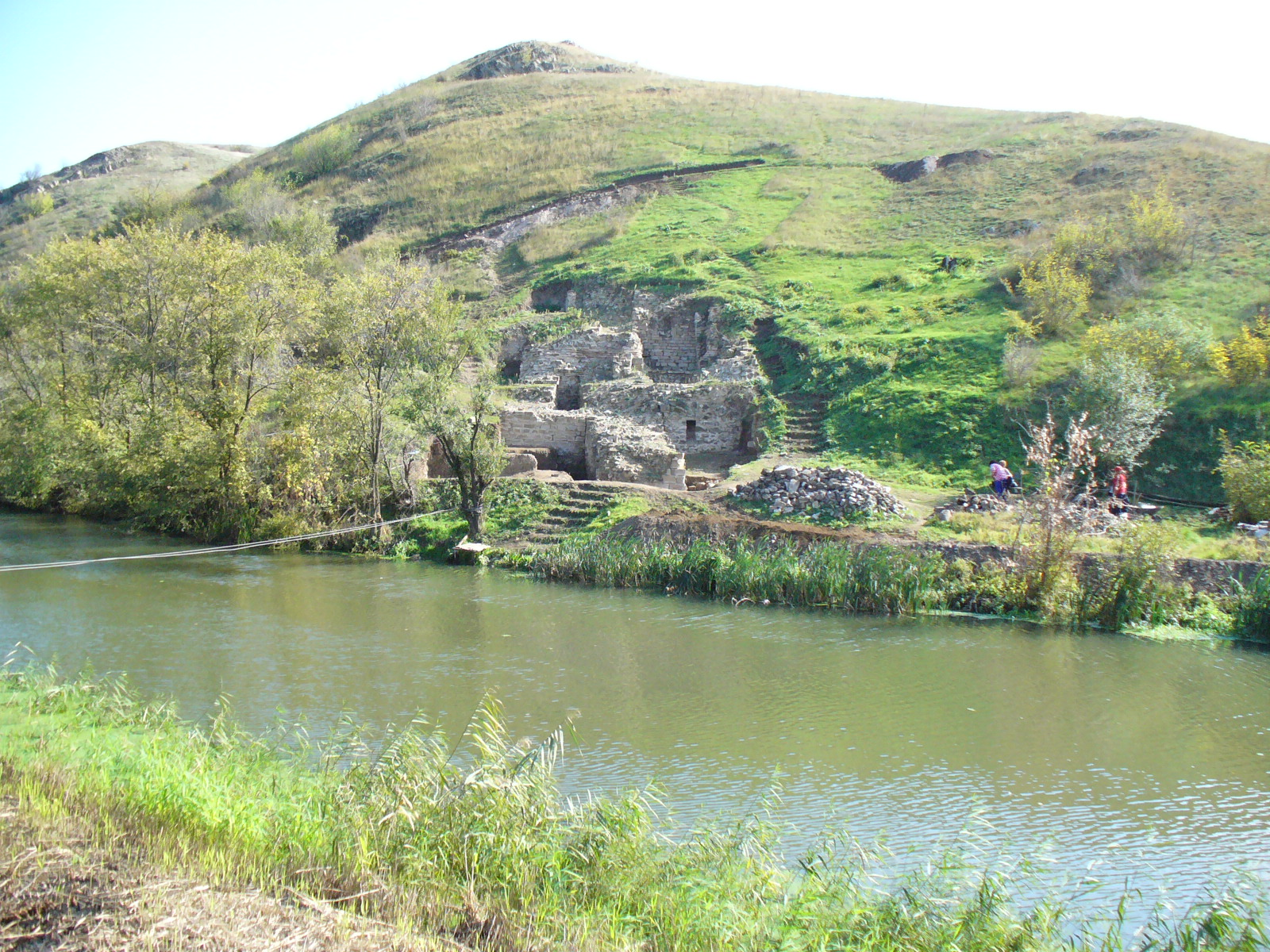
Foso de la Torre de Markeli a orillas del Mochuritsa.

Markeli (en búlgaro: Маркели; griego: Μαρκέλλαι, Markellai; latín: Marcellae) fue un bastión fronterizo medieval bizantino y búlgaro, cuyas ruinas se encuentran en el Municipio de Karnobat, Provincia de Burgas, en el sureste de Bulgaria. Data de la Antigüedad tardía, el castillo estaba unos 7,5 kilómetros (4,7 millas) de la moderna ciudad de Karnobat. Fue el sitio de dos batallas medievales notables entre bizantinos y búlgaros, la Batalla de Marcelae de 756 y la Batalla de Marcelae de 792.